# Ulrich Wegener
Pour les articles homonymes, voir Wegener.
 (janvier 2024).
La mise en forme du texte ne suit pas les recommandations de Wikipédia : il faut le « wikifier ».
Les points d'amélioration suivants sont les cas les plus fréquents. Le détail des points à revoir est peut-être précisé sur la page de discussion.
- Les titres sont pré-formatés par le logiciel. Ils ne sont ni en capitales, ni en gras.
- Le texte ne doit pas être écrit en capitales (les noms de famille non plus), ni en gras, ni en italique, ni en « petit »…
- Le gras n'est utilisé que pour surligner le titre de l'article dans l'introduction, une seule fois.
- L'italique est rarement utilisé : mots en langue étrangère, titres d'œuvres, noms de bateaux, etc.
- Les citations ne sont pas en italique mais en corps de texte normal. Elles sont entourées par des guillemets français : « et ».
- Les listes à puces sont à éviter, des paragraphes rédigés étant largement préférés. Les tableaux sont à réserver à la présentation de données structurées (résultats, etc.).
- Les appels de note de bas de page (petits chiffres en exposant, introduits par l'outil «  Source ») sont à placer entre la fin de phrase et le point final[comme ça].
- Les liens internes (vers d'autres articles de Wikipédia) sont à choisir avec parcimonie. Créez des liens vers des articles approfondissant le sujet. Les termes génériques sans rapport avec le sujet sont à éviter, ainsi que les répétitions de liens vers un même terme.
- Les liens externes sont à placer uniquement dans une section « Liens externes », à la fin de l'article. Ces liens sont à choisir avec parcimonie suivant les règles définies. Si un lien sert de source à l'article, son insertion dans le texte est à faire par les notes de bas de page.
- La présentation des références doit suivre les conventions bibliographiques. Il est recommandé d'utiliser les modèles {{Ouvrage}}, {{Chapitre}}, {{Article}}, {{Lien web}} et/ou {{Bibliographie}}. Le mode d'édition visuel peut mettre en forme automatiquement les références.
- Insérer une infobox (cadre d'informations à droite) n'est pas obligatoire pour parachever la mise en page.

Pour une aide détaillée, merci de consulter Aide:Wikification.
Si vous pensez que ces points ont été résolus, vous pouvez retirer ce bandeau et améliorer la mise en forme d'un autre article.
Ulrich Wegener, né le 22 août 1929 à Jüterbog et mort le 28 décembre 2017 à Windhagen, était un officier de police allemand des gardes-frontières fédéraux (général de brigade, de son titre officiel : commandant des gardes-frontières fédéraux, commandement des gardes-frontières ouest) et membre fondateur de la brigade antiterroriste GSG 9.

## Biographie
Wegener est né à Jüterbog, dans la Province de Brandebourg. Il a été enrôlé dans la Luftwaffe(armée de l'air) à l'âge de 15 ans pendant les derniers jours de la Seconde Guerre mondiale et fut après de la guerre, pendant une période courte prisonnier dans un POW (Camp de prisonniers de guerre) américain. Après 1945, la comté de Brandebourg, la province d'origine de Wegener, est intégrée à l'Allemagne de l'Est communiste. Au début des années 1950, Wegener a été arrêté et emprisonné pendant un an pour distribution illégale de brochures dissidentes en Allemagne de l'Est. En 1952, Wegener s'installe en Allemagne de l'Ouest et participe aux examens d'entrée à l'école des aspirants officiers de l'armée allemande.

## Carrière
Le colonel Wegener était l'officier de liaison de la Bundesgrenzschutz (Protection fédérale des frontières) du ministre de l'Intérieur allemand Hans-Dietrich Genscher au moment des Jeux olympiques de Munich. Wegener a été témoin de la tentative ratée de sauvetage des otages israéliens détenus par les terroristes palestiniens à Munich en 1972 et a été chargé par le gouvernement ouest-allemand, de créer une unité antiterroriste d'élite.

## GSG9
Les unités antiterroristes étaient encore une forme relativement rare de lutte contre le terrorisme à l'époque, et les seuls groupes véritablement établis à l'époque étaient le Special Air Service britannique et le Sayeret Matkal israélien. À cette fin, le colonel Wegener s'est entraîné avec les deux groupes, assimilant bon nombre de leurs méthodes dans la doctrine qu'il établirait pour le GSG 9. Le temps passé par Wegener au sein du SAS est bien documenté, mais sa formation avec le Sayeret (et sa prétendue participation au sauvetage des otages israéliens lors de l'opération Entebbe) est moins médiatisée,.
Wegener était le commandant du GSG 9 lors de la libération des otages du FPLP sur le Boeing 737 Landshut, exploité par Lufthansa sous le nom de vol 181, à Mogadiscio, en Somalie, dans la nuit du 17 au 18 octobre 1977. Wegener, à la tête d'un groupe, a fait sauter la porte avant de l'avion alors que les commandos allemands prenaient d'assaut l'avion. Deux terroristes ont été tués, un a été mortellement blessé et le quatrième a été capturé vivant. Après avoir planifié et dirigé avec succès l'opération de libération des otages du détournement de la Lufthansa 181, Wegener a reçu la Croix de commandant allemande de la Croix fédérale du mérite (Großes Bundesverdienstkreuz).

## Fin de vie
Après avoir pris sa retraite du GSG 9 en 1979, Wegener a travaillé comme conseiller pour la création d'unités antiterroristes dans d'autres pays, comme l'Arabie Saoudite. Wegener était membre du Comité de sécurité jusqu'à sa retraite définitive en 1988.
Marié à Magda, il a deux filles, Simone et Susanne. 
Wegener est décédé le 28 décembre 2017 à l'âge de 88 ans.

## Récompenses
- 1977 : Ordre du Mérite de la République fédérale d'Allemagne[7]
- 1978 : Golden Plate Award de l'American Academy of Achievement [8]